# COMSOL Multiphysics
COMSOL Multiphysics, tidligere FEMLAB, første program udviklet i 1986, er et multifysisk IT-værktøj, med mulighed for at opbygge modeller af fysiske problemer, eksempelvis en mekanisk konstruktion baseret på en cad-tegning, hvorefter man er i stand til at teste konstruktionen ud fra en række fysiske discipliner, blandt andet varmetransmission, elektromagnetisme, kemiske reaktioner  og akustik.

## Ekstern henvisning
- Officiel hjemmeside (engelsk)
- soft-hummingbirds COMSOL Videotutorials